# Lane-Ryrs församling
Lane-Ryrs församling är en församling i Uddevalla och Stenungsunds kontrakt i Göteborgs stift som ligger i Uddevalla kommun, Bohuslän i Västra Götalands län. Församlingen ingår i Uddevalla pastorat.

## Administrativ historik
Församlingen har medeltida ursprung.  Före den 1 januari 1886 (ändring enligt beslut den 17 april 1885) var namnet Ryrs församling.
Församlingen var och är annexförsamling i pastoratet Uddevalla, Bäve och Lane-Ryr, där Bäve församling uppgick i Uddevalla församling 1945 för att senare, 1974, brytas ur igen och då bilda eget pastorat.

## Kyrkobyggnader
- Lane-Ryrs kyrka